# Robert Sternberg
Robert J. Sternberg (8 de dezembro de 1949), é um psicólogo e psicometrista estadunidense, deão de Artes e Ciências da Tufts University. Foi professor de psicologia na Yale University e presidente da American Psychological Association. É o autor da Teoria Triárquica da Inteligência. É membro dos quadros editoriais de numerosos periódicos, incluindo American Psychologist.  Sternberg graduou-se pela Yale University  e possui um Ph.D. da Stanford University. Possui nove títulos de doutor honoris causa, sendo um de uma universidade sul-americana e oito de universidades européias, e adicionalmente é professor honorário da Universidade de Heidelberg na  Alemanha.